# Nicolas Jalabert

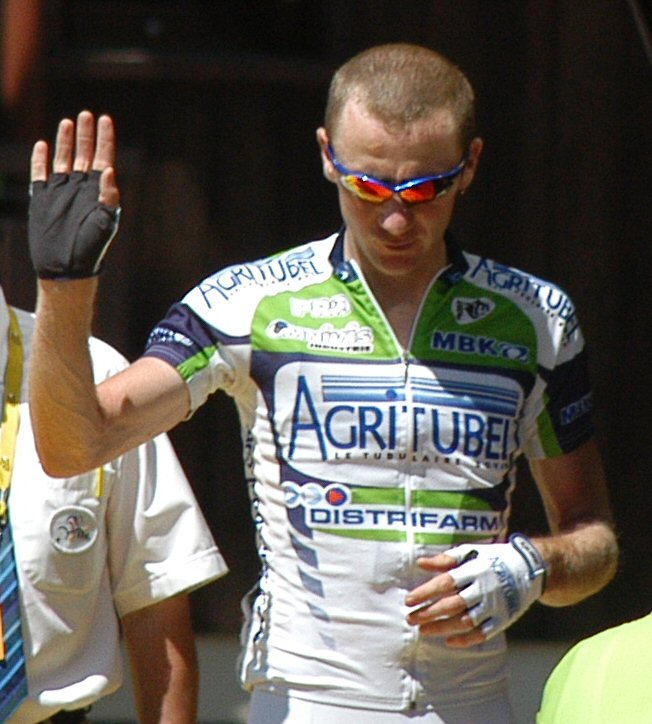
Nicolas Jalabert, Tour de France 2007.

Nicolas Jalabert, född 13 april 1973 i Mazamet, är en fransk tidigare professionell tävlingscyklist. Han har vunnit Internationalen Niedersachsen-Rundfahrt 2002 och Classic Loire Atlantique 2007.
Jalabert blev professionell 1997 för franska Cofidis. Han tävlade för Agritubel mellan 2007 och 2009, detta efter att hans före detta stall, Phonak Hearing Systems var tvungna att lägga ner efter Floyd Landis positiva dopningstest. 

## Karriär
Nicolas Jalabert är yngre bror till den mer kända cyklisten Laurent Jalabert, som bland annat vann världsmästerskapens tempolopp 1997, och följde med sin bror till cykelstallen ONCE och det danska stallet Team CSC. Inför säsongen 2005 följde han med amerikanen Tyler Hamilton till Phonak Hearing Systems. Men när stallet lade ned sin verksamhet fick han vidare till det franska stallet Agritubel.
Jalabert vann Internationalen Niedersachsen-Rundfahrt 2002 och Classic Loire Atlantique 2007. Sin första professionella seger tog han på Tour du Poitou Charentes et de la Vienne när han vann den andra etappen 2002.
Under säsongen 2008 slutade han tvåa på etapp 4 av Route du Sud efter Française des Jeux-cyklisten Jussi Veikkanen.
I februari 2009 slutade han tvåa på Les Boucles du Sud Ardèche - Souvenir Francis Delpech bakom sin stallkamrat Freddy Bichot. Senare under säsongen slutade han trea på Trophée des Grimpeurs bakom fransmännen Thomas Voeckler och Anthony Geslin. I juni slutade fransmannen tvåa på etapp 4 av Route du Sud. Han slutade också två på Trophée des Champions.
Nicolas Jalabert avslutade sin karriär efter säsongen 2009.

## Meriter
- 1994
  - Paris-Tours Espoirs
- 1996
  - Grand Prix de Rennes
- 1997
  - Grand Prix de Rennes
  - Route Adélie
- 2002
  - Tour du Poitou-Charentes, etapp 2
- 2003
  - Niedersachsen Rundfahrt
- 2005
  - 3:a, Nationsmästerskapens linjelopp
- 2007
  - Classic Loire-Atlantique
- 2008
  - 2:a, etapp 4, Route du Sud
  - 6:a, Omloop Het Volk
- 2009
  - 2:a, Les Boucles du Sud Ardèche - Souvenir Francis Delpech
  - 2:a, Route du Sud
  - 2:a, Trophée des Champions
  - 3:a, Trophée des Grimpeurs

## Stall
- Mutuelle de Seine-et-Marne 1995–1996
- Cofidis 1997–1999
- O.N.C.E.-Deutsche Bank 2000
- Team CSC 2001–2004
- Phonak Hearing Systems 2005–2006
- Agritubel 2007–2009